# Nátrium-jodid
A nátrium-jodid egy szervetlen só, nátriumionokat és jodidionokat tartalmaz. Az összegképlete NaI. Színtelen, kristályos por. Nagyon jól oldódik vízben, 100 g vízben 20 °C-on 197 g, 100 °C on 303 g oldódik fel. Oldódik alkoholban is, 100 g etanolban 20 °C-on 43 g. A vizes oldat semleges kémhatású. Íze csípős, sós, kissé kesernyés. 65 °C alatt vizes oldatból két molekula kristályvízzel kristályosodik ki, dihidrátja válik ki. A vízmentes nátrium-jodid rácsa kockarács, a dihidrát rombos szerkezetű kristályokat alkot.

## Kémiai tulajdonságai
Fény hatására lassan bomlik, megsárgul. A színt a kiváló jód okozza.
{\displaystyle \mathrm {4\ NaI+O_{2}+2\ H_{2}O\rightarrow 4\ NaOH+I_{2}} \,\!}
Ha levegőn hevítik, kis mértékben bomlik és a kémhatása lúgos lesz.

## Előállítása
A nátrium-jodidot a következőképpen állítják elő: Forró nátrium-hidroxid-oldathoz jódot adagolnak. A jód feloldódik a lúgoldatban, ekkor nátrium-jodid és nátrium-jodát keletkezik. Az oldatot bepárolják, majd  a maradékot hevítik, így a nátrium-jodát is nátrium-jodiddá alakul.
{\displaystyle \mathrm {6\ NaOH+3\ I_{2}\rightarrow 5\ NaI+NaIO_{3}+3\ H_{2}O} \,\!}

## Felhasználása
A nátrium-jodidot a vegyiparban szerves jódvegyületek előállítására használják. A laboratóriumokban jód oldására, illetve vegyszerként alkalmazzák. A gyógyászatban a golyva kezelésére, illetve megelőzésére adagolják.
Talliummal adalékolva szcintillációs kristályokat készítenek belőle. Ezeket fotoelektron-sokszorozókkal kiegészítve szcintillációs számlálók érzékelőjeként használják.

## Oldhatósága
| Oldószer             | A nátrium-jodid oldhatósága g NaI / 100 g oldószer, 25 °C-on |
| -------------------- | ------------------------------------------------------------ |
| H2O                  | 184                                                          |
| Cseppfolyós ammónia  | 162                                                          |
| Folyékony kén-dioxid | 15                                                           |
| Metanol              | 62,5 – 83,0                                                  |
| Hangyasav            | 61,8                                                         |
| Acetonitril          | 24,9                                                         |
| Aceton               | 28,0                                                         |
| Formamid             | 57 – 85                                                      |
| Acetamid             | 32,3                                                         |
| Dimetilformamid      | 3,7 – 6,4                                                    |